# Computergestuurde tegenstander
Een computergestuurde tegenstander, ook wel bekend als een bot, dient ter vervanging van een menselijke tegenspeler. De acties van de bot worden geregeld door ingebouwde mechanismen in het computerspel. Zij zijn specifiek ontworpen om de bot strategisch gedrag te laten vertonen en dragen bij aan het bereiken van een vooraf ingesteld doel, of werken met de speler samen in coöperatieve spelmodi. Het gedrag dat de bot vertoont hangt vaak af van de ingestelde moeilijkheidsgraad, de map, de spelmodus en de regels van het spel.

## First-person shooters
In een FPS kunnen spelers hun vaardigheden oefenen, zoals accuraatheid bij het schieten en het ontwijken van vijandelijk vuur, voor zij online gaan spelen in een multiplayer-omgeving met menselijke tegenstanders. Sommigen verkiezen het spelen tegen bots boven het spelen tegen menselijke tegenstanders; dit kan zijn omdat zij langzame verbindingen hebben waardoor online spelen lastig is, of omdat zij liever niet tegen menselijke tegenstanders spelen die mogelijk valsspelen of fouten in het spel misbruiken.
Bots kunnen ook gebruikt worden om een minimaal aantal spelers te hebben op een online server.

## MUDs
In MUDs kunnen spelers soms bots gebruiken om saaie taken uit te voeren. In dit geval fungeert de bot niet als tegenstander maar voert de bot taken uit namens de speler. Dit gebruik van bots is verboden in veel MUDs maar het personage van de speler kan op die manier wel ervaring opdoen of andere zaken verkrijgen die het personage verbeteren.